# Alexandru Philippide
Alexandru Philippide (Bârlad, 1º maggio 1859 – Iași, 12 agosto 1933) è stato un linguista rumeno.
Docente all'università di Iaşi dal 1893, fu autore, oltre che di un pregevole dizionario di lingua rumena, dell'opera L'origine dei Rumeni (1928), che fissa una tappa storica nello studio della storia della lingua romena.